# 2009 dans la France d'outre-mer
2007 dans la France d'outre-mer - 2008 dans la France d'outre-mer - 2009 dans la France d'outre-mer - 2010 dans la France d'outre-mer - 2011 dans la France d'outre-mer

Chronologie de la France
- 2006
- 2007
- 2008
- 2009
- 2010
- 2011
- 2012
- 2013
- 2014

## Chronologies de la France d'outre-mer
- Samedi 14 février 2009 :  Le Secrétaire d'État chargé de l'Outre-Mer, Yves Jégo, entame à Paris une série de consultations visant « à approfondir les deux sujets de fond des conflits ouverts en Martinique et en Guadeloupe ». Il doit recevoir Bruno Lasserre, président de l'autorité de la concurrence, « afin de solliciter cette instance pour travailler sans tarder sur les sujets faisant grief comme celui du prix du carburants », puis il recevra la Fédération des entreprises d'outre-mer (FEDOM), le Président de la CGPME, le MEDEF et les représentants des chambres consulaires afin de travailler la modification des paramètres de la future LODEOM (loi pour le développement économique de l'Outre-Mer). Il doit aussi solliciter les avis de la grande distribution, des transporteurs, des grossistes et des professionnels de l'import-export pour évoquer les circuits de distribution des produits de vie courante vendus outre-mer. Il recevra aussi les représentants des banques, l'ARCEP, les opérateurs télécoms et l'intergroupe des parlementaires de l'outre-mer.

- Jeudi 12 mars 2009 : Le Sénat a renforcé et réorienté les incitations fiscales en faveur du développement endogène de l'outre-mer et du logement social hier dans le cadre du projet de loi sur le développement de l'outre-mer (LODEOM). L'UMP et l'Union Centriste ont voté pour, le PS s'est abstenu. Seul le PCF a voté contre. Le RDSE (à majorité PRG) s'est partagé entre vote pour et abstention. Le gouvernement a déposé  33 amendements dont la plupart ont été adoptés, parmi eux : les entreprises pourront verser un bonus exceptionnel de 1 500 euros maximum par an et par salarié, exempté de cotisations sociales ; la dégressivité des exonérations de cotisations sociales dont bénéficient les petites entreprises des DOM est assouplie ; une taxe de 10 % sur les courses et jeux de hasard dans les DOM est créée.

- Vendredi 17 avril 2009 : Ouverture des États généraux de l'Outremer à Schœlcher devant plus de 300 personnes.

- Vendredi 29 mai 2009 : Publication au Journal officiel du décret créant le revenu supplémentaire temporaire d'activité — le RSTA — une mesure de soutien au pouvoir d'achat des salariés outre-mer, visant à répondre à la crise qui frappe ces territoires. Cette allocation forfaitaire est d'un montant de 100 € par mois pour les salariés travaillant à temps plein et ayant un salaire total de moins de 1,4 SMIC. Il va être versé aux salariés concernés des départements d'outre-mer, de Saint-Martin, de Saint-Barthélemy et de Saint-Pierre et Miquelon.

- Mardi 28 juillet 2009 : L'Autorité de la concurrence a infligé une sanction de 27,6 millions d'euros à France Télécom pour « avoir entravé abusivement le développement de nouveaux opérateurs concurrents dans les DOM » entre 2001 et 2006. L'Autorité avait été saisie en 2008 par les sociétés Outremer Télécom et Mobius qui contestaient les pratiques de l'opérateur historique en matière de téléphonie fixe et d'internet dans les départements de la Martinique, de la Guadeloupe, de la Guyane et de la Réunion[1].

### Antilles françaises

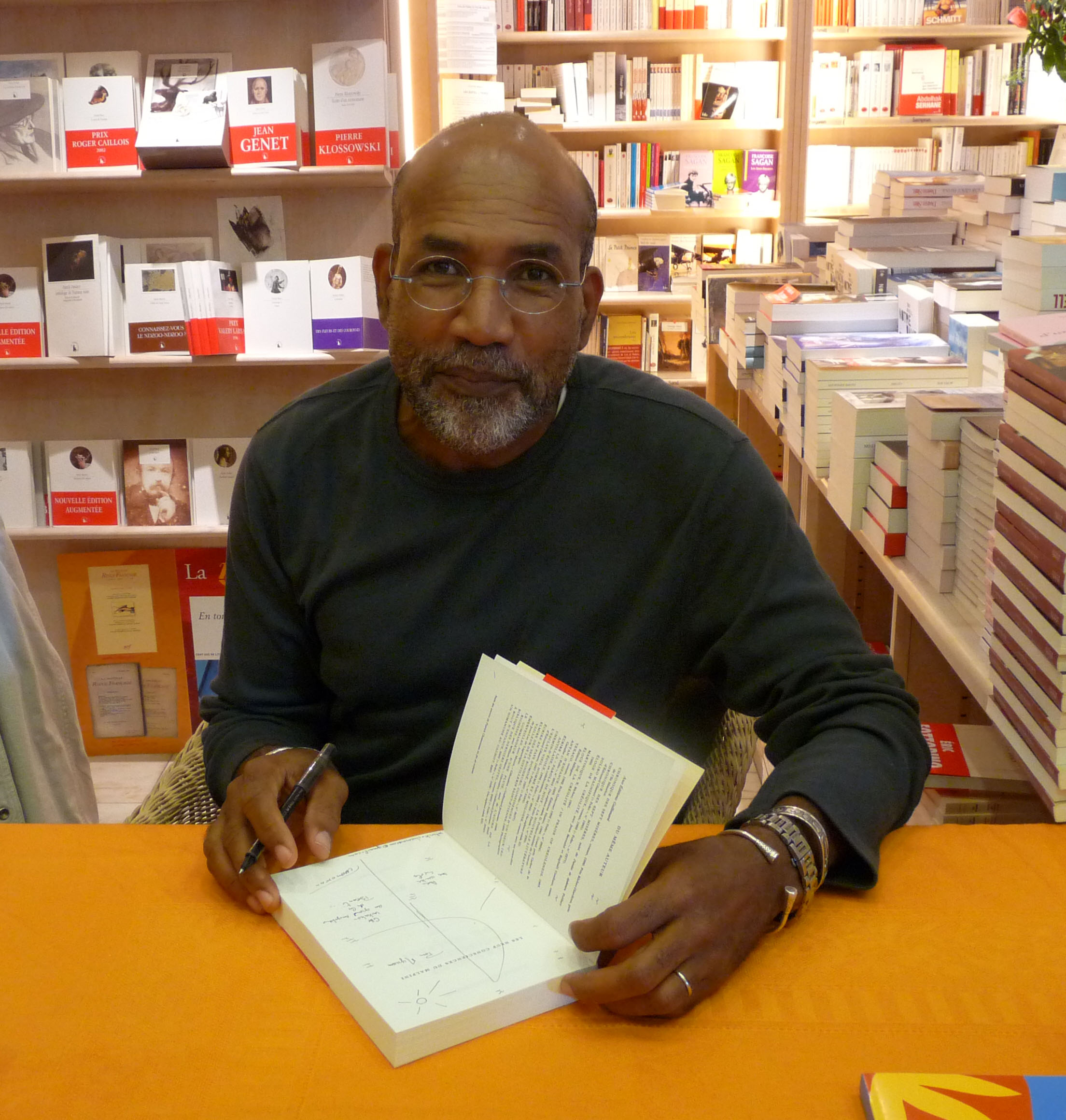
Patrick Chamoiseau (juin 2009)

- Dimanche 15 février 2009 : Neuf intellectuels antillais — Ernest Breleur, Patrick Chamoiseau, Serge Domi, Gérard Delver, Édouard Glissant, Guillaume Pigeard de Gurbert, Olivier Portecop, Olivier Pulvar et Jean-Claude William — ont rédigé un manifeste pour « des sociétés post-capitalistes » en solidarité pleine et sans réserve pour le mouvement social en cours en Guadeloupe et en Martinique, et qui tend à se répandre à la Guyane et à la Réunion.

- Lundi 16 février 2009 : Jérôme Bédier, président de la Fédération des entreprises du commerce et de la distribution, se prononce pour une opération de promotion sur « 100 produits de la vie courante » en Guadeloupe et en Martinique. Il s'agirait de « 100 produits de la vie courante, ayant un poids significatif dans le budget des ménages »[2].

- Jeudi 19 février 2009 : Le président Nicolas Sarkozy affirme : « Je sais le sentiment d'injustice qui vous habite face à des inégalités, à des discriminations qui vous paraissent à juste titre intolérables. Ce sentiment d'injustice, je le comprends, je le partage […] Comment en effet justifier que les prix dans les départements d'Outre-mer soient plus élevés qu'en métropole ? Comment justifier que le chômage y soit si important ? Comment justifier les monopoles, les surprofits, les rentes de situation et — pourquoi ne pas le dire — des formes d'exploitation qui ne devraient plus avoir cours au XXIe siècle ? »[3].

- Dimanche 8 mars 2009 : Le député socialiste Manuel Valls, interrogé sur l'enquête ouverte à l'encontre d'Elie Domota, le leader du collectif guadeloupéen LKP, estime que les Antilles « ont besoin de liberté, de démocratie, de non-violence et […] d'antiracisme » et que les méthodes les plus radicales employées par le LKP (Lyannaj kont pwofitasyon, Ensemble contre la surexploitation), comme les pressions à l'égard des commerçants, n'étaient « évidemment » pas à copier : « En général, la violence ne favorise que le repli sur soi, les extrêmes, la démagogie, le populisme […] ce n'est pas ce que je peux souhaiter comme démocrate et comme républicain ».

- Mercredi 24 juin 2009 : Le leader du collectif LKP, Élie Domota, secrétaire général de l'Union Générale des travailleurs guadeloupéens (UGTG), a estimé  à la veille de la visite du président Nicolas Sarkozy aux Antilles, que les « états généraux sont un échec total » : « C'est un débat de bureaucrates et d'experts [...] pour cacher la vérité, on va dire que cela a été la plus grande consultation qui a jamais existé sur l'outre-mer » et appelle à une semaine de mobilisation au moment de la visite présidentielle notamment « pour protester contre la répression judiciaire actuellement en cours contre les travailleurs qui ont participé à la mobilisation »[4].

### Guyane

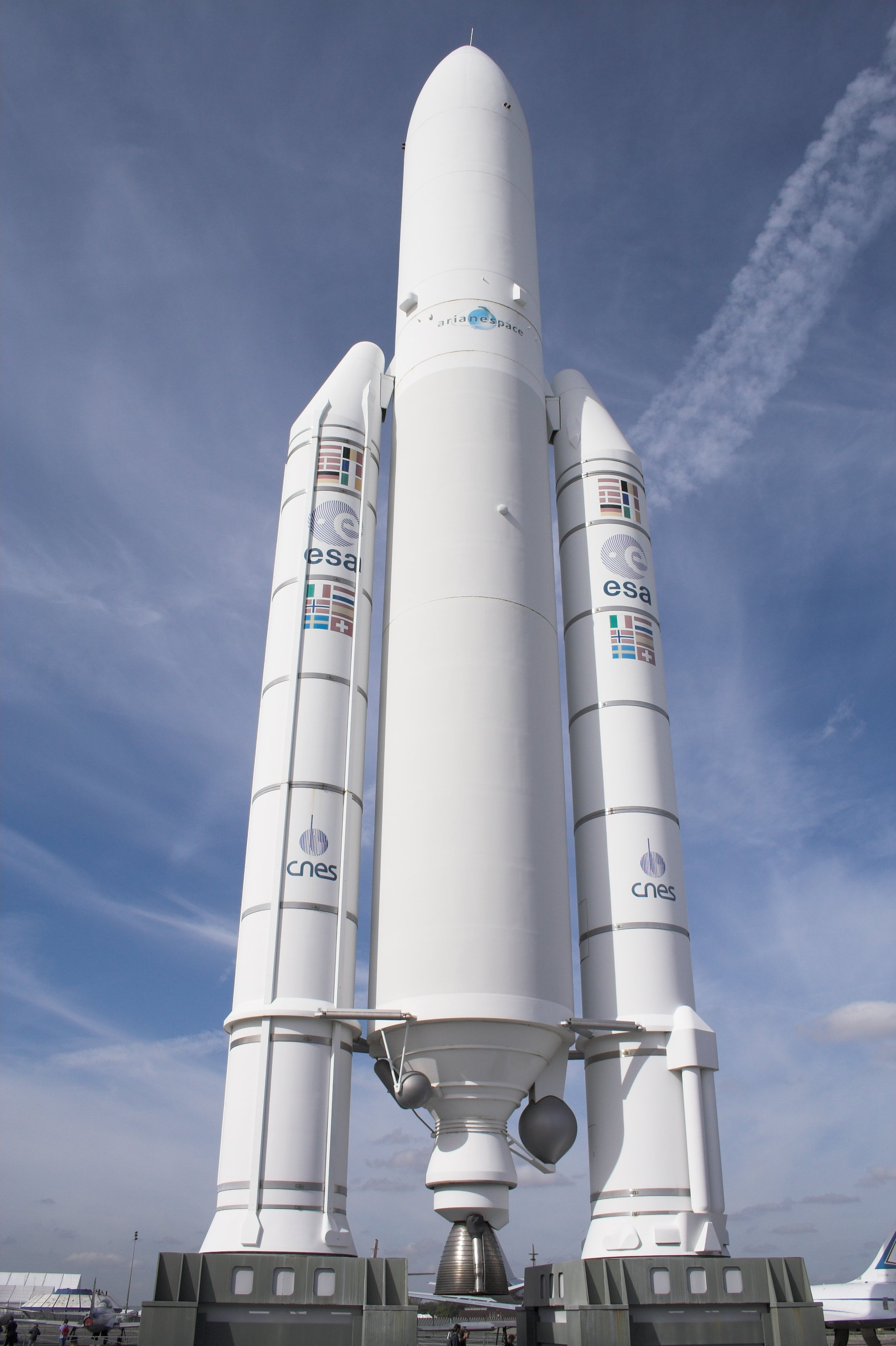
Ariane V

- Vendredi 13 février 2009, Kourou : Dans la nuit de jeudi à vendredi, depuis la base de Kourou, une fusée Ariane 5 place avec succès sur orbite deux satellites de télécommunications, « Hot Bird 10 » et « NSS-9 » ainsi que deux micro-satellites de défense français.

- Lundi 2 mars 2009 : les avocats de Guyane entament  une grève générale des audiences, prévue pour une semaine, le jour de l'ouverture de la session d'assises qui risque d'être fortement perturbée. Selon le bâtonnier Patrick Lingibé, « le service public de la justice ne garantit plus au justiciable un traitement acceptable » notamment en matière de longueur des procédures. Les avocats demandent « le rétablissement de la Cour d'appel de Guyane, une autonomie financière locale pour la Chambre détachée de la Cour d'appel de Fort-de-France et un renfort régional de greffiers ». Malgré une forte montée de la délinquance ces dix dernières années et une croissance démographique estimée à 3,9 % par an par l'Insee, la Guyane n'a pas de Cour d'appel de plein exercice et est administrée par celle de Fort-de-France (Martinique) à environ 1 800 km.

- Mercredi 24 juin 2009 : quatre membres de l’Église du Christianisme Céleste, dont son responsable en Guyane, ont été condamnés hier soir par la cour d'assises de Cayenne à des peines allant de 3 à 12 ans de prison dans l'affaire de la mort d'un enfant décédé le 31 décembre 2004 lors d'une séance d'exorcisme[5].

- Mercredi 1er juillet 2009, Kourou : une fusée Ariane 5 a lancé avec succès le plus gros satellite commercial de télécommunications (6,9 tonnes), TerreStar-1, jamais lancé depuis le Centre spatial et l'a placé en orbite de transfert géostationnaire. Le satellite TerreStar-1 est destiné à offrir des services de télécommunications de nouvelle génération sur l'ensemble des États-Unis et du Canada pendant une quinzaine d'années. Ce lancement est le 3e réalisé par Ariane-5 en 2009.

- Vendredi 27 novembre 2009 : L'ancien ministre et maire UMP de Saint-Laurent-du-Maroni, Léon Bertrand, est mis en examen pour « délit de favoritisme et corruption passive » et placé en détention provisoire au centre pénitentiaire de Ducos (Martinique). La justice soupçonne des irrégularités dans la passation de marchés publics par la Communauté de communes de l'Ouest guyanais (CCOG) qu'il préside.

### Saint-Pierre-et-Miquelon
- Mercredi 4 mars 2009 : La députée PRG, Annick Girardin lance  un « appel au secours » au président Nicolas Sarkozy, affirmant que si le chef de l'État et le gouvernement ne manifestaient pas « clairement leur soutien », la collectivité ultramarine risquait « de mourir ». L'archipel qui compte un peu plus de 6 000 habitants, a créé son « collectif » en février, après les Antilles, refusant d'être « l'éternel oublié de l'outre-mer ». Déplorant la gestion par Paris du dossier du contentieux avec le Canada sur les droits de pêche, la députée  demande au gouvernement « d'agir très rapidement et de transmettre une lettre d'intention à l'organisation onusienne concernée, la Commission des Limites du Plateau Continental, puis parallèlement, d'engager des négociations avec Ottawa en vue de la constitution d'un dossier commun ».

### Terres australes et antarctiques françaises
- Lundi 5 octobre 2009 : au Sénat, à Paris, a lieu un colloque sur « les îles Éparses, terres d'avenir »[6],[7].